# Israel Yinon

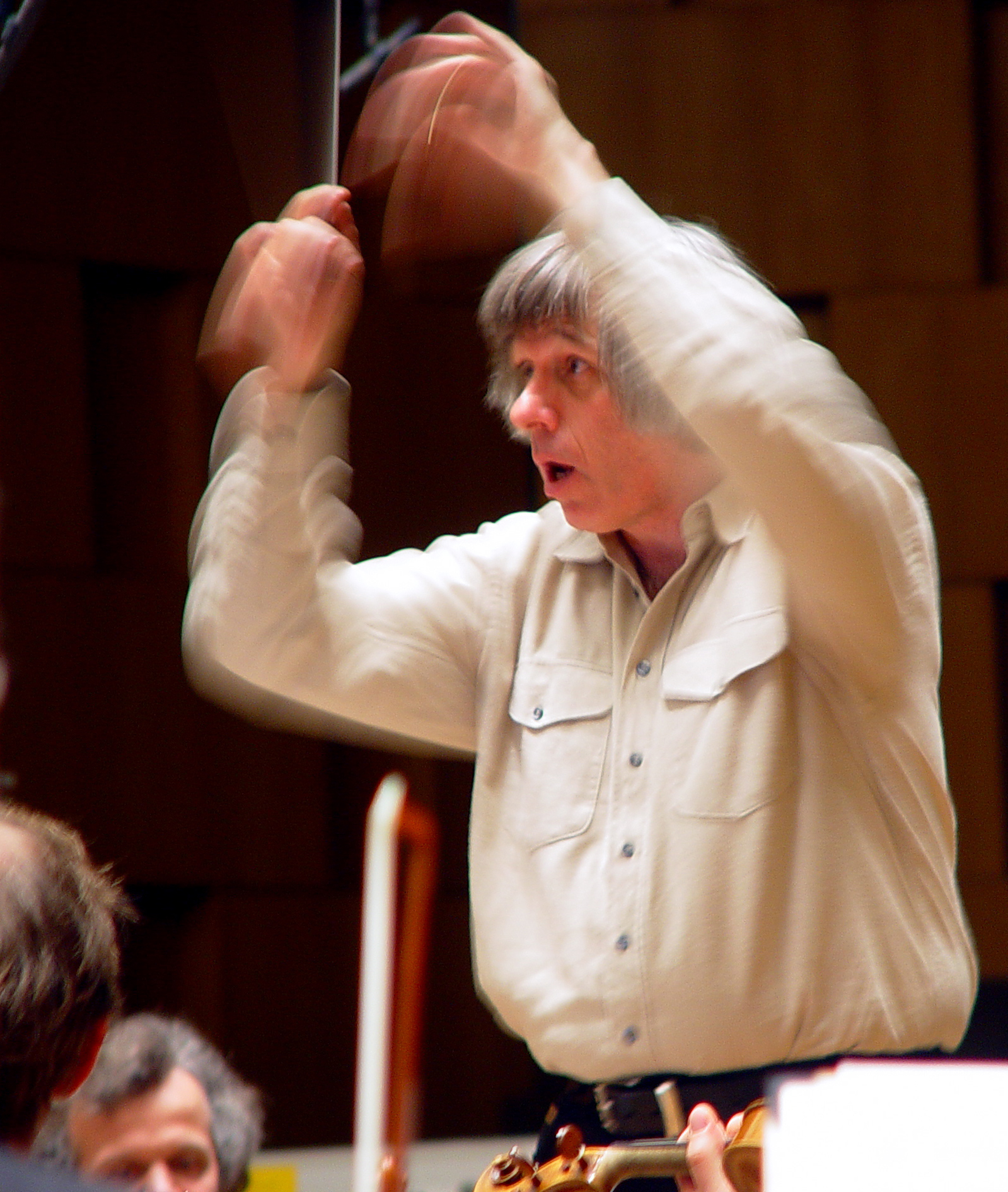
Yinon während einer Probe (NDR Hannover, 2003)

Israel Yinon (* 11. Januar 1956 in Kfar Saba, Israel; † 29. Januar 2015 in Luzern, Schweiz) war ein israelischer, international tätiger Dirigent.

## Leben und Wirken
Yinon studierte Dirigieren, Musiktheorie und Komposition an der früheren Rubin Academy of Music in Tel Aviv (1981–1984) sowie an der Musikakademie Jerusalem (1985–1988) unter anderem bei Mendi Rodan und Noam Sheriff. Im Mai 1991 dirigierte er das bundesweit live übertragene Eröffnungskonzert des neu gegründeten Deutschlandsenders Kultur. 1992 dirigierte er erstmals die Brünner Philharmonie, mit der er anschließend eine Deutschland-Tournee absolvierte und seine Debüt-CD mit der Ersteinspielung der symphonischen Werke Viktor Ullmanns aufnahm. Diese CD wurde mit dem Preis der deutschen Schallplattenkritik ausgezeichnet. Danach sind zahlreiche weitere von Yinon dirigierte Aufnahmen bei Decca, Deutsche Grammophon, Koch, CPO und anderen Labels erschienen.
Neben dem klassischen Repertoire widmete sich Yinon schwerpunktmäßig der Entdeckung vergessener und unbekannter Werke. Dabei setzte er sich insbesondere für im Dritten Reich als „entartet“ verbotene Komponisten wie Hans Krása, Pavel Haas oder Erwin Schulhoff ein, aber auch für vergessene Vertreter des deutschen musikalischen Expressionismus wie Heinz Tiessen oder Eduard Erdmann. Überdies machte er sich als musikalischer Anwalt lebender Komponisten einen Namen. So brachte er beispielsweise die Oper Die Schachnovelle von Violeta Dinescu zur Uraufführung (bei den Schwetzinger Festspielen 1995).

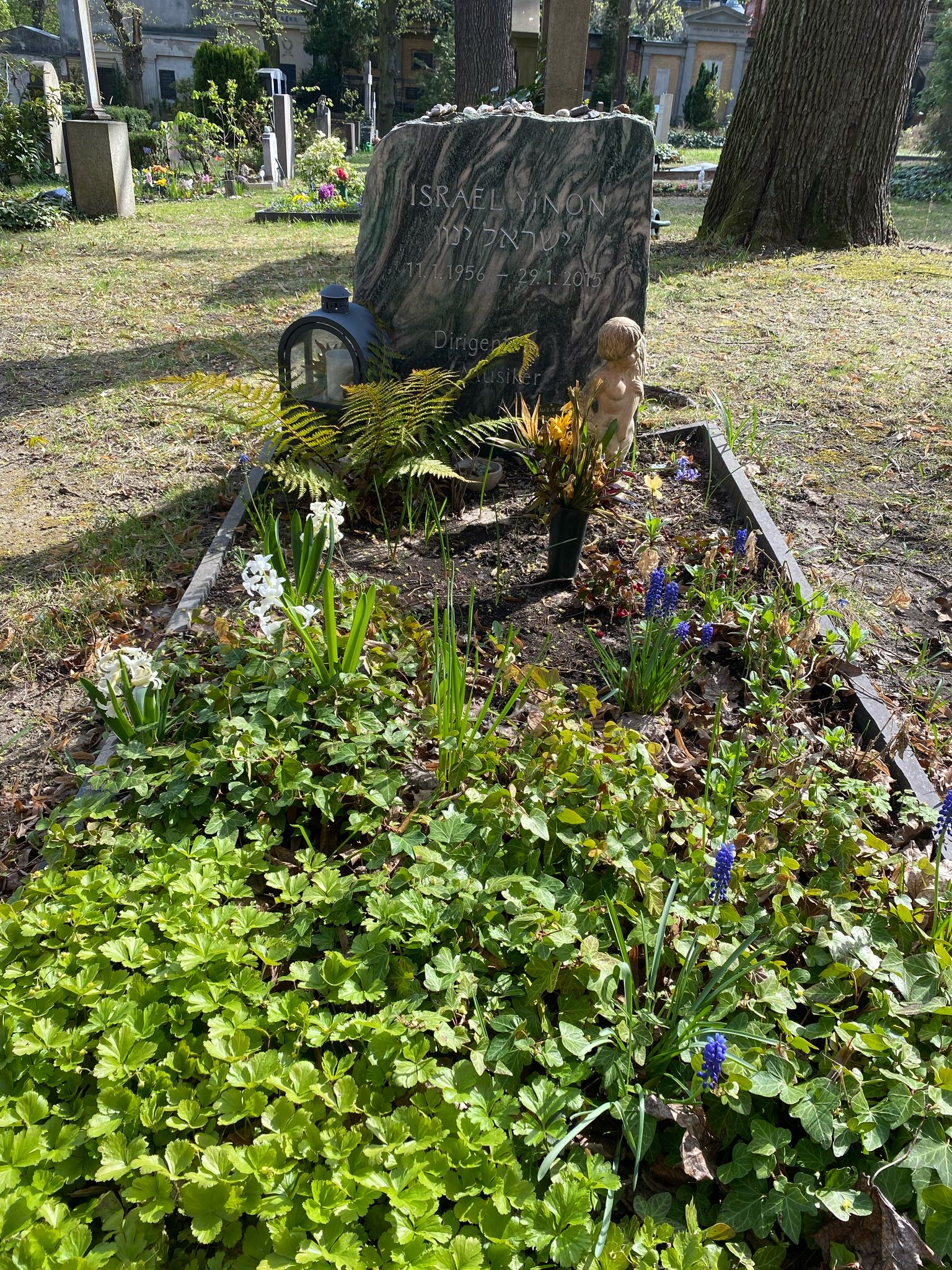
Grabstätte auf dem Alten St.-Matthäus-Kirchhof

Israel Yinon leitete als Gastdirigent zahlreiche renommierte Orchester, darunter das BBC Symphony Orchestra, das Jerusalem Symphony Orchestra, das Royal Philharmonic London, die Royal Flemish Philharmonic Antwerpen, die NDR Radiophilharmonie, die Wiener Symphoniker und das Deutsche Symphonie-Orchester Berlin.
Yinons Interpretationen waren von Werktreue, Sensibilität und handwerklicher Präzision geprägt. Gleichzeitig zeichnete sich sein Dirigierstil durch Vitalität und Temperament aus.
Yinon erlitt am 29. Januar 2015 während einer Aufführung der Alpensinfonie von Richard Strauss im Kultur- und Kongresszentrum Luzern einen Herzinfarkt. Während des Dirigierens des Luzerner Hochschulorchesters, der Jungen Philharmonie Zentralschweiz, brach Yinon zusammen und stürzte von der Bühne. Trotz schneller Reanimationsversuche eines Arztes aus dem Publikum starb er kurze Zeit später im Krankenhaus.
Israel Yinons Grab befindet sich auf dem Alten St.-Matthäus-Kirchhof in Berlin, direkt neben dem Grab des Komponisten Max Bruch.

## Preise und Auszeichnungen
- Masterplayers Music and Conductors Competition, Schweiz 1988 und 1989.
- Preis der deutschen Schallplattenkritik, 1993.
- Staatlicher Kulturpreis der Tschechischen Republik, 1995.
- Goldenes Ehrenzeichen der Stadt Graz, 2003.